# Thanh Phương (diễn viên)
Thanh Phương (29 tháng 10 năm 1977 – 6 tháng 2 năm 2008), tên khai sinh là Mai Nguyễn Thanh Phương, là một nam diễn viên, ca sĩ kiêm nhà biên kịch người Việt Nam. Anh ghi dấu qua các bộ phim như Mùi ngò gai, Miền đất phúc, Đam mê, Giọt đắng.

## Tiểu sử
Thanh Phương tên đầy đủ Mai Nguyễn Thanh Phương, sinh năm 1977 tại Hà Nội, là con trai lớn trong gia đình có hai anh em trai. Năm 1999, anh vào Thành phố Hồ Chí Minh lập nghiệp, đầu quân cho Sân khấu kịch Idecaf. Năm 2005, anh tham gia bộ phim "Công ty thời trang" của đạo diễn Đinh Đức Liêm do Hãng phim truyền hình Thành phố Hồ Chí Minh sản xuất. Sau đó anh tham gia các bộ phim như Mùi ngò gai, Miền đất phúc, Đam mê, Giọt đắng. Trong đó vai diễn Lợi trong phim Miền đất phúc đã giúp anh đoạt Giải Mai Vàng 2007 hạng mục "Diễn viên phim điện ảnh - truyền hình được yêu thích nhất". Ngoài ra anh còn viết kịch bản cho các chương trình thiếu nhi, phim truyền hình.

## Qua đời
Ngày 6 tháng 2 năm 2008, Thanh Phương qua đời tại nhà riêng do đột quỵ lúc đang tắm vào buổi trưa.

## Danh sách phim
| Năm  | Tựa phim           | Vai diễn | Đạo diễn                  | Kênh | Nguồn |
| ---- | ------------------ | -------- | ------------------------- | ---- | ----- |
| 2005 | Công ty thời trang | Dũng     | Đinh Đức Liêm             | HTV9 |       |
| 2006 | Mùi ngò gai        | Luân     | Chu Thiện - Trần Hữu Phúc | HTV9 |       |
| 2007 | Miền đất phúc      | Lợi      | Đinh Đức Liêm             | HTV9 |       |
| 2007 | Ván cờ tình yêu    | Đông     | Đinh Đức Liêm             | HTV9 |       |
| 2007 | Giọt đắng          | Văn      | Đinh Đức Liêm             | HTV9 |       |
| 2008 | Đam mê             | Hoàng    | Đinh Đức Liêm             | HTV9 |       |

## Danh sách kịch
| Năm  | Tựa kịch                                                 | Vai diễn                               | Đạo diễn       | Nguồn |
| ---- | -------------------------------------------------------- | -------------------------------------- | -------------- | ----- |
| 2004 | Ngôi nhà anh túc                                         | Nhà Văn Hoàng Tưởng già                | NSƯT Thành Lộc |       |
| 2004 | Ngày xửa ngày xưa 6: Người đẹp và quái vật               | Dân làng                               | Hùng Lâm       |       |
| 2004 | Ngày xửa ngày xưa 7: Nàng tiên cá                        | Thủy thủ                               | Hùng Lâm       |       |
| 2005 | Hòn đảo mộng mơ                                          | Người anh                              | Cao Tấn Lộc    |       |
| 2005 | Trái tim nhảy múa                                        | Bùi Bềnh Bồng                          | Vũ Minh        |       |
| 2005 | Ngày xửa ngày xưa 10: Huyền thoại nữ thần Lee Kim Chi    | Dân làng & muỗi mắt đỏ chấm xanh       | Hùng Lâm       |       |
| 2005 | Ngày xửa ngày xưa 11: Cậu bé rừng xanh                   | Gà trống                               | Vũ Minh        |       |
| 2005 | Chuyện ngày xưa 55: Cá sấu nhỏ trong rừng                | Sóc                                    | Hùng Lâm       |       |
| 2005 | Chuyện ngày xưa 63: Giải cứu mùa xuân (Phần 2)           | Ô Xỏ, Ô Chỉa, Ô Giật, Ô Tù             | Hùng Lâm       |       |
| 2006 | Tôi là ai?                                               | Mạnh Thái                              | Vũ Minh        |       |
| 2006 | Chuyện làng Ung                                          | Quan làng                              | Trung Dân      |       |
| 2006 | Trái tim nhảy múa                                        | Bùi Bềnh Bồng                          | Vũ Minh        |       |
| 2006 | Ngày xửa ngày xưa 12: Nàng Bạch Tuyết lạc bảy chú lùn    | Chuột tiên                             | Hùng Lâm       |       |
| 2006 | Võ Tắc Thiên                                             | Thái giám                              |                |       |
| 2007 | Huyền thoại Thánh Gióng                                  | Sứ giả                                 | Vũ Minh        |       |
| 2007 | Chuyện thần tiên 1: Cô bé tí hon lạc vào xứ sở thần tiên | Con chó Mèo                            | Vũ Minh        |       |
| 2007 | Ngày xửa ngày xưa 13: Na Tra đại náo thủy cung           | Cáo xanh, quan tể tướng, cá chùi kiếng | Vũ Minh        |       |
| 2007 | Ngày xửa ngày xưa 14: Sơn Tinh Thủy Tinh                 | Sư phụ Quỷ Cốc                         | Vũ Minh        |       |
| 2007 | Ngày xửa ngày xưa 15: Hoàng tử Ai Cập                    | Con ma vui vẻ                          | Vũ Minh        |       |
| 2008 | Hợp đồng mãnh thú                                        | Anh đẹp vừa                            | Vũ Minh        |       |

## Kịch bản

### Kịch
| Năm  | Tựa kịch                                                         | Đồng sáng tác            | Nguồn/Chú thích                                                                         |
| ---- | ---------------------------------------------------------------- | ------------------------ | --------------------------------------------------------------------------------------- |
| 2004 | Ngày xửa ngày xưa 8: Công chúa Chích Chòe                        |                          |                                                                                         |
| 2004 | Ngày xửa ngày xưa 9: Aladdin và đủ thứ thần                      |                          |                                                                                         |
| 2005 | Hòn đảo mộng mơ                                                  | Cao Tấn Lộc              |                                                                                         |
| 2005 | Ngày xửa ngày xưa 10: Huyền thoại nữ thần Lee Kim Chi            |                          |                                                                                         |
| 2005 | Ngày xửa ngày xưa 11: Cậu bé rừng xanh                           |                          |                                                                                         |
| 2006 | Tình yêu không thiên đường                                       | Binh Hùng                |                                                                                         |
| 2006 | Hạnh phúc của quỷ                                                | Cao Tuấn, Vương Huyền Cơ |                                                                                         |
| 2006 | Ngày xửa ngày xưa 12: Nàng Bạch Tuyết lạc bảy chú lùn            |                          |                                                                                         |
| 2006 | Võ Tắc Thiên                                                     |                          |                                                                                         |
| 2007 | Ngày xửa ngày xưa 13: Na Tra đại náo thủy cung                   |                          |                                                                                         |
| 2007 | Ngày xửa ngày xưa 14: Sơn Tinh Thủy Tinh                         |                          |                                                                                         |
| 2007 | Ngày xửa ngày xưa 15: Hoàng tử Ai Cập                            |                          |                                                                                         |
| 2007 | Chuyện thần tiên 1: Cô bé tí hon lạc vào xứ sở thần tiên         |                          |                                                                                         |
| 2007 | Huyền thoại Thánh Gióng                                          |                          |                                                                                         |
| 2009 | Ngày xửa ngày xưa 17: Phù Đổng thiên vương-Lá cờ thêu 6 chữ vàng |                          | Được sân kịch Idecaf lấy kịch bản của Thanh Phương để lại dựng sau khi mất vào 6/2/2008 |

### Phim
- KTX (2008) (đồng tác giả với Cao Tuấn và Trung tâm chế tác VIFA)
- Đam mê (2008)

## Ca khúc
- Hãy yêu nhau đi (OST Miền đất phúc) (Nguyễn Đức Trung)
- Mãi yêu nhau (OST Miền đất phúc) (Nguyễn Đức Trung)
- Miền đất phúc (OST Miền đất phúc) (Nguyễn Đức Trung)
- Giọt đắng (OST Giọt đắng) (Nguyễn Đức Trung)

## Hài
- Buôn có bạn, bán có phường (với NSND Hồng Vân)
- Buôn có bạn, bán có phường 2 (với NSND Hồng Vân)
- Chuyện hàng rào 3 (với Kiều Oanh, NSND Hồng Vân)
- Chuyện hàng rào 4 (với Kiều Oanh, NSND Hồng Vân)
- Cô Thắm kén chồng (với Kiều Oanh, NSND Hồng Vân, Anh Vũ)
- Đi tìm nhân tài (với Kiều Oanh, Anh Vũ, Thúy Nga
- Đồng cảnh ngộ (với Bảo Chung)
- Hết biết (với Tấn Beo, Kim Ngân, NSND Thanh Nam)
- Khổ nhục kế (với Minh Nhí, NSND Hồng Vân)
- Khúc nhạc Trương Chi (với Kiều Oanh, Lê Khánh)
- Mẹ con nồi cháo gà (với Thúy Nga, NSND Hồng Vân)
- Mơ về hội xuân (với Kiều Oanh)
- Mùa xuân tái ngộ (với Bảo Chung, Phương Dung)
- Ngưu Lang Chức Nữ (với Tấn Beo, Lê Khánh)
- Siêu người mẫu nam (với Kiều Oanh, Tấn Beo, Minh Nhí)
- Tờ 100 Đôla (với Kiều Oanh, NSND Hồng Vân)
- Võ Tắc Thiên (với NSƯT Hữu Châu, NSƯT Đại Nghĩa, Minh Nhí, Nguyễn Đức Thịnh)
- Vợ chồng mẫu mực (với Kiều Oanh, Bảo Chung)

## Giải thưởng
| Năm  | Giải thưởng   | Hạng mục                                      | Tác phẩm           | Kết quả   | Nguồn |
| ---- | ------------- | --------------------------------------------- | ------------------ | --------- | ----- |
| 2005 | Giải Mai Vàng | Nam diễn viên điện ảnh – truyền hình          | Công ty thời trang | Đoạt giải | [ 7 ] |
| 2007 | Giải Mai Vàng | Nam diễn viên điện ảnh – truyền hình          | Miền đất phúc      | Đoạt giải | [ 7 ] |
| 2008 | HTV Awards    | Nam diễn viên truyền hình được yêu thích nhất | Miền đất phúc      | Đoạt giải | [ 8 ] |